# Алиев, Нурали Рахатович
Нурали Рахатович Алиев  (каз. Нұрәлі Рахатұлы Әлиев; род. 1 января 1985, Алма-Ата, Казахская ССР, СССР) — бизнесмен. 

## Биография
Родился 1 января 1985 года в городе Алма-Ате. Происходит из подрода киикши рода жаманбай племени конырат Среднего жуза.
Окончил Казахский национальный педагогический университет имени Абая — бакалавр экономики и финансов по специальности «Экономист, магистр делового администрирования». Бакалавр бизнес-администрирования Пеппердинского университета, магистр делового администрирования Университета Имадек.
Обладатель почётной степени «За вклад в развитие информационных систем и активную лидерскую позицию в Республике Казахстан» Университета КИМЭП. Выпускник Stanford Executive Program (Стэнфордский университет, США). Алиев появился в казахстанском телесериале «Саранча» (2001—2003), исполнив роль моряка, уходящего в плавание.
2004—2006 гг. — президент АО «Сахарный центр».
2006—2007 гг. — президент телеканала Hit TV.
2006—2007 гг. — заместитель, первый заместитель председателя правления АО «Нурбанк».
В 2006 году основал многопрофильную компанию «Capital Holding», инвестиционный портфель которой распространяется на различные сектора экономики.
2007—2008 гг. — председатель совета директоров АО «Нурбанк».
2008—2013 гг. — управляющий директор — член правления Банка развития Казахстана.
С декабря 2013 года по декабрь 2014 года — президент АО «Транстелеком».
C 19 декабря 2014 по 16 марта 2016 года работал заместителем акима города Астаны.
С 4 августа 2016 года — председатель совета директоров АО «Транстелеком». В октябре 2016 года было объявлено о выкупе Нурали Алиевым 49 % акций АО «Транстелеком».

## Деятельность на государственной службе
Во время работы заместителем акима Астаны проводил активную работу по привлечению инвесторов в индустриально-инновационные сферы столицы, развивал и продвигал стартап-систему в Казахстане.
На посту заместителя акима Астаны заведовал вопросами: международного и приграничного сотрудничества в индустриально-инновационной сфере, привлечения инвесторов; развития туризма в регионе; развития предпринимательства, взаимодействия бизнес-сообщества с государственными органами; сельского хозяйства, продовольственного пояса; санитарно-эпидемиологического и ветеринарного контроля и надзора; увеличения казахстанского содержания в объёмах закупок национальных компаний и системообразующих предприятий; повышения конкурентоспособности промышленных предприятий и продвижения их продукции на внешние рынки; выделения земельных участков, предоставления прав на недропользование, обеспечения инфраструктурой и капиталом, оказания технической и консультативной помощи.
Возглавлял следующие учреждения:
- комиссию по развитию частного предпринимательства;
- совет по конкурентоспособности при акимате города Астаны;
- экспертный совет по вопросам предпринимательства;
- координационный совет пилотного кластера «Строительные материалы» в городе Астане;
- комиссию по предоставлению права недропользования на разведку или добычу общераспространенных полезных ископаемых на территории города Астаны;
- комиссию по выдаче и продлению сроков разрешений на привлечение иностранной рабочей силы в город Астану;
- межведомственную комиссию по научно-техническому развитию.

В марте 2016 года ушёл с поста заместителя акима Астаны, мотивировав это, по собственным словам «…буду заниматься своим любимым делом в бизнес-среде…».

## Предпринимательская деятельность
В 2012 году с состоянием в 200 миллионов долларов попал в рейтинг богатейших бизнесменов Казахстана, составленный журналом Forbes.
Основным источником капитала является доля в АО «CapitalHolding», инвестирующем в телекоммуникации, производство ликёро-водочной продукции, транспорт, гостиничные услуги, охранные услуги, услуги аренды, потребительский сектор и другие отрасли экономики. По данным журнала Forbes Kazakhstan, Нурали Алиев — мажоритарный акционер и председатель совета директоров АО «Транстелеком», учредитель Darmen Holding и венчурного фонда Nd Capital. Также владеет долями в ТОО «Европа плюс Казахстан», ТОО «Независимый Телевизионный Канал», отелем Donatello Hotels and Resorts в Дубае (ОАЭ), рядом ресторанных комплексов в Алматы и Астане.
Согласно опубликованным документам «Панамского архива», Нурали Алиев с сентября 2014 года владеет офшорной компанией Alba International, а с 2008 по 2011 год — владел офшорной Baltimore Alliance.
10 марта 2020 года британский суд огласил имена владельцев собственности стоимостью около 100 млн долларов, арестованной весной 2019 года до подтверждения происхождения средств. Ими оказались Дарига Назарбаева и её старший сын Нурали Алиев с женой Аидой. Их представитель на судебном заседании пояснила, что владельцы могут подтвердить чистое происхождение денег, так как в тот период занимались бизнесом. В апреле Высокий суд Лондона признал необоснованными претензии британских правоохранительных органов и отменил арест.

## Благотворительная деятельность
С 2013 года — член совета общественного фонда «Ана үйі» («Дом мамы»).
С 2016 года — основатель фонда «Zhanartu». Деятельность фонда направлена на развитие и продвижение IT в Казахстане. Фонд выявляет и поддерживает юные IT-таланты, реализует проекты направленные на создание условий равного доступа сельских школьников к IT-образованию. В августе 2020 года фонд «Zhanartu»  закупил для казахстанских медучреждений 3 кислородных концентраторов и 2 аппаратов ИВЛ.
В 2018 году Нурали Алиев стал учредителем Snow Leopard Foundation — частного международного фонда по сохранению снежного барса. В 2019 году Snow Leopard Foundation собрал вместе более 50 международных экспертов, учёных, представителей мировых фондов и международных организаций из всех 12 стран, на территории которых обитает этот зверь. При финансовой и технической поддержке фонда учёные Института зоологии Министерства образования и науки Казахстана обследовали места потенциального обитания снежного барса вблизи Алма-Аты и получили уникальные данные по численности, возрастному и половому составу, размножению и смертности животных. В 2021 году было объявлено о планах по созданию первого в Казахстане центра по сохранению и разведению снежных барсов, который будет работать в Иле-Алатауском национальном парке.

## Семья
Отец — Рахат Алиев.
Мать — Дарига Назарбаева.
Жена — Имашева Аида Бериковна (1984 г. р., дочь Берика Имашева), 4 детей.